# Pont de Mourlaz
Le pont de Mourlaz  est un pont routier et piéton sur l'Aire, situé sur le territoire de la commune de Confignon, dans le canton de Genève en Suisse.

## Localisation
Le pont de Mourlaz est le troisième pont le plus en amont de l'Aire après son entrée en Suisse. Ce pont est nommé ainsi en référence au chemin du même nom qui descend du village pour rejoindre le pont.